# Греция на летних Олимпийских играх 2024

## Медали
| Медаль  | Спортсмен(ы)                             | Вид спорта            | Дисциплина                | Дата      |
| ------- | ---------------------------------------- | --------------------- | ------------------------- | --------- |
| Золото  | Милтиадис Тентоглу                       | Лёгкая атлетика       | Прыжки в длину            | 6 августа |
| Серебро | Апостолос Христу                         | Плавание              | 200 метров на спине       | 1 августа |
| Бронза  | Теодорос Целидис                         | Дзюдо                 | До 90 кг                  | 31 июля   |
| Бронза  | Антониос Папаконстантину Петрос Гайдацис | Академическая гребля  | Двойки парные, лёгкий вес | 2 августа |
| Бронза  | Димитра Елени Конту Зои Фициу            | Академическая гребля  | Двойки парные, лёгкий вес | 2 августа |
| Бронза  | Элефтериос Петруниас                     | Спортивная гимнастика | Кольца                    | 4 августа |
| Бронза  | Эммануил Каралис                         | Лёгкая атлетика       | Прыжки с шестом           | 5 августа |
| Бронза  | Даурен Куруглиев                         | Борьба вольная        | До 86 кг                  | 9 августа |

| Вид спорта            | 1 | 2 | 3 | Всего |
| Лёгкая атлетика       | 1 | 0 | 1 | 2     |
| Академическая гребля  | 0 | 0 | 2 | 2     |
| Плавание              | 0 | 1 | 0 | 1     |
| Борьба                | 0 | 0 | 1 | 1     |
| Гимнастика спортивная | 0 | 0 | 1 | 1     |
| Дзюдо                 | 0 | 0 | 1 | 1     |
| Всего                 | 1 | 1 | 6 | 8     |

| Медали по датам | Медали по датам | Медали по датам | Медали по датам | Медали по датам | Медали по датам |
| --------------- | --------------- | --------------- | --------------- | --------------- | --------------- |
| Дата            | 1               | 2               | 3               | Всего           |                 |
| 31 июля         | 0               | 0               | 1               | 1               |                 |
| 1 августа       | 0               | 0               | 1               | 1               |                 |
| 2 августа       | 0               | 0               | 2               | 2               |                 |
| 4 августа       | 0               | 0               | 1               | 1               |                 |
| 5 августа       | 0               | 0               | 1               | 1               |                 |
| 6 августа       | 1               | 0               | 0               | 1               |                 |
| 9 августа       | 0               | 0               | 1               | 1               |                 |
| Всего           | 1               | 1               | 6               | 8               |                 |

| Медали по полу | Медали по полу | Медали по полу | Медали по полу | Медали по полу |
| -------------- | -------------- | -------------- | -------------- | -------------- |
| Пол            | 1              | 2              | 3              | Всего          |
| Мужчины        | 1              | 1              | 5              | 7              |
| Женщины        | 0              | 0              | 1              | 1              |
| Микст          | 0              | 0              | 0              | 0              |
| Всего          | 1              | 1              | 6              | 8              |

## Квалификация
| № п/п | Вид спорта            | Мужчины        | Мужчины                | Женщины        | Женщины                | Всего          | Всего                  |
| № п/п | Вид спорта            | Завоевано квот | Количество спортсменов | Завоевано квот | Количество спортсменов | Завоевано квот | Количество спортсменов |
| ----- | --------------------- | -------------- | ---------------------- | -------------- | ---------------------- | -------------- | ---------------------- |
| 1     | Академическая гребля  | 2              | 3                      | 2              | 4                      | 4              | 7                      |
| 2     | Баскетбол             | 1              | 12                     |                |                        | 1              | 12                     |
| 3     | Борьба                | 2              | 2                      | 1              | 1                      | 3              | 3                      |
| 4     | Велоспорт             | 1              | 1                      |                |                        | 1              | 1                      |
| 5     | Водное поло           | 1              | 13                     | 1              | 13                     | 2              | 26                     |
| 6     | Спортивная гимнастика | 1              | 1                      |                |                        | 1              | 1                      |
| 7     | Дзюдо                 | 1              | 1                      | 1              | 1                      | 2              | 2                      |
| 8     | Конный спорт          |                |                        | 1              | 1                      | 1              | 1                      |
| 9     | Лёгкая атлетика       | 4              | 4                      | 10             | 9                      | 14             | 13                     |
| 10    | Настольный теннис     | 1              | 1                      |                |                        | 1              | 1                      |
| 11    | Парусный спорт        | 2              | 3                      |                | 1                      | 3              | 4                      |
| 12    | Плавание              | 13             | 14                     | 4              | 3                      | 18             | 17                     |
| 13    | Синхронное плавание   |                |                        | 1              | 2                      | 1              | 2                      |
| 14    | Стрельба              | 2              | 2                      | 3              | 3                      | 5              | 5                      |
| 15    | Теннис                | 3              | 2                      | 2              | 2                      | 6              | 4                      |
| 16    | Фехтование            |                |                        | 1              | 1                      | 1              | 1                      |
|       | ИТОГО                 | 34             | 59                     | 27             | 41                     | 64             | 100                    |

## Состав команды
Академическая гребля
1. Стефанос Дускос
2. Антониос Папаконстантину[англ.]
3. Петрос Гайдацис[англ.]
4. Евангелия Анастасиаду[англ.]
5. Кристина Бурмпу[англ.]
6. Димитра Елени Конту[англ.]
7. Зои Фициу[англ.]

 Баскетбол
1. Томас Уолкап
2. Яннулис Ларендзакис
3. Димитриос Мораитис
4. Василис Толиопулос
5. Ник Калатес
6. Панайотис Калаицакис
7. Георгиос Папаяннис
8. Василис Харалабопулос
9. Костас Папаниколау
10. Никос Хугаз
11. Яннис Адетокунбо
12. Динос Митоглу

 Борьба
Вольная борьба
1. Йоргос Куюмцидис
2. Даурен Куруглиев
3. Мария Преволараки

Велоспорт
 Шоссейный велоспорт
1. Георгиос Буглас

 Водное поло
1. Эммануил Зердевас
2. Константинос Генидуниас[англ.]
3. Димитрос Скумпакис[англ.]
4. Эфстатиос Калогеропулос[англ.]
5. Иоаннис Фунтулис[англ.]
6. Александрос Папанастасиу
7. Никос Гиллас[англ.]
8. Стилианос Аргиропулос
9. Николаос Папаниколау[англ.]
10. Константинос Какарис[англ.]
11. Димитрис Николаидис[англ.]
12. Ангелос Влахопулос
13. Панайотис Цорцатос[англ.]
14. Криси Диамандопулу[англ.]
15. Элефтерия Плевриту[англ.]
16. Иоанна Хидириоти[англ.]
17. Николета Элефтериаду[англ.]
18. Маргарита Плевриту[англ.]
19. Элени Ксенаки[англ.]
20. Александра Асимаки[англ.]
21. Мария Патра[англ.]
22. Эйрини Нину[англ.]
23. Василики Плевриту[англ.]
24. Афина Джианнопулу[англ.]
25. Мария Мириокефалитаки[англ.]
26. Иоанна Стаматопулу[англ.]

Гимнастика
 Спортивная гимнастика
1. Элефтериос Петруниас

 Дзюдо
1. Теодорос Целидис
2. Елисавет Тельциду[англ.]

 Конный спорт
1. Иоли Митилинеу[англ.]

 Лёгкая атлетика
1. Эммануил Каралис
2. Милтиадис Тентоглу
3. Михаил Анастасакис
4. Христос Францескакис[англ.]
5. Полиники Эмманулиду[англ.]
6. Андигони Дризмбиоти
7. Екатерини Стефаниди
8. Ариадни Адамопулу[англ.]
9. Элени-Клаудиа Полак[англ.]
10. Татьяна Гусин[англ.]
11. Панайота Доси[англ.]
12. Стаматия Скарвелис[англ.]
13. Элина Дженго

 Настольный теннис
1. Панайотис Гьонис

 Парусный спорт
1. Байрон Коккаланис[англ.]
2. Камерон Мараменидис[англ.]
3. Одиссеас-Эммануил Спанакис[англ.]
4. Ариадна Спанаки[англ.]

 Плавание
1. Кристиан Голомеев
2. Стергиос-Мариос Билас[англ.]
3. Димитриос Маркос
4. Апостолос Христу
5. Эвангелос Макригианнис[англ.]
6. Апостолос Сискос[англ.]
7. Апостолос Папастамос
8. Андреас Вазайос
9. Одиссеас Меланидис[англ.]
10. Панайотис Боланос[англ.]
11. Константинос Энглецакис[англ.]
12. Константинос Стаму[англ.]
13. Эвангелос Думас[англ.]
14. Атанасиос Кинигакис[англ.]
15. Анна Дундунаки
16. Джорджия Дамасиоти[англ.]
17. Теодора Драку[англ.]

 Синхронное плавание
1. София Малкогеоргу[англ.]
2. Эвангелия Платаниоти[англ.]

 Стрельба
1. Эфтимиос Митас[англ.]
2. Хараламбос Халкиадиакис[англ.]
3. Анна Коракаки
4. Кристина Мосчи[англ.]
5. Эммануэла Катзураки[англ.]

 Теннис
1. Стефанос Циципас
2. Петрос Циципас
3. Мария Саккари
4. Деспина Папамихаил

 Фехтование
1. Теодора Гунтура

## Академическая гребля
Греция завоевала две квоты на участие в соревнованиях по академической гребле на Чемпионате мира по академической гребле 2023 года в Белграде, Сербия и две коты на Финальной квалификационной регате 2024 года в Люцерне, Швейцария.
| Спортсмен                                | Дисциплина                       | Заезд   | Заезд    | Утеш. заезд | Утеш. заезд | Четвертьфиналы | Четвертьфиналы | Полуфиналы | Полуфиналы | Финалы  | Финалы |
| Спортсмен                                | Дисциплина                       | Время   | Место    | Время       | Место       | Время          | Место          | Время      | Место      | Время   | Место  |
| ---------------------------------------- | -------------------------------- | ------- | -------- | ----------- | ----------- | -------------- | -------------- | ---------- | ---------- | ------- | ------ |
| Стефанос Дускос                          | Мужчины одиночки                 | 7.01,79 | 2 QF     | —           | —           | 6.56,68        | 3 Q SA/B       | 6.40,78    | 3 Q FA     | 7.02,05 | 6      |
| Антониос Папаконстантину Петрос Гайдацис | Мужчины двойки парные, легковесы | 6.46,90 | 3 R      | 6.39,46     | 1 Q SA/B    | —              | —              | 6.23,36    | 2 Q FA     | 6.13,44 | 3      |
| Евангелия Анастасиаду Кристина Бурмпу    | Женщины двойки распашные         | 7.20,49 | 2 Q SA/B | —           | —           | —              | —              | 7.18,28    | 3 Q FA     | 7.13,30 | 6      |
| Димитра Елени Конту Зои Фициу            | Женщины двойки парные, легковесы | 7.08,51 | 2 Q SA/B | —           | —           | —              | —              | 6.57,90    | 2 Q FA     | 6.49,28 | 3      |

Легенда: FA=Финал А (медали); FB=Финал В; FC=Финал С; FD=Финал D; FE=Финал E; FF=Финал F; SA/B=Полуфиналы A/B; SC/D=Полуфиналы C/D; SE/F=Полуфиналы E/F; QF=Четвертьфиналы; R=Утешительные заезды

## Баскетбол
Мужская баскетбольная команда Греции завоевала право участвовать в олимпийском турнире, выиграв Олимпийский отборочный турнир в Пирее, Греция.
| Команда | Соревнование   | Групповая стадия | Групповая стадия | Групповая стадия  | Групповая стадия | Четвертьфиналы   | Полуфиналы            | Финал / Матч за 3 место | Финал / Матч за 3 место |
| Команда | Соревнование   | Соперник Счёт    | Соперник Счёт    | Соперник Счёт     | Место            | Соперник Счёт    | Соперник Счёт         | Соперник Счёт           | Место                   |
| ------- | -------------- | ---------------- | ---------------- | ----------------- | ---------------- | ---------------- | --------------------- | ----------------------- | ----------------------- |
| Греция  | Мужской турнир | Канада П 79–86   | Испания П 77–84  | Австралия В 77–71 | 3 Q              | Германия П 63–76 | завершили выступление | завершили выступление   | 8                       |

### Мужской турнир
Состав команды
Состав был объявлен 23 июля 2024 года.
| Перейти к шаблону «Состав сборной Греции по баскетболу» | Состав сборной Греции по баскетболу |  |

| Поз. | №  | Имя                    | Дата рождения (возраст)   | Рост   | Клуб         |
| ---- | -- | ---------------------- | ------------------------- | ------ | ------------ |
| РЗ   | 0  | Томас Уолкап           | 30 декабря 1992 (31 год)  | 193 см | Олимпиакос   |
| АЗ   | 5  | Яннулис Ларендзакис    | 22 сентября 1993 (30 лет) | 196 см | Олимпиакос   |
| З    | 6  | Димитриос Мораитис     | 3 февраля 1999 (25 лет)   | 194 см | Панатинаикос |
| З    | 7  | Василис Толиопулос     | 15 июня 1996 (28 лет)     | 188 см | Арис         |
| РЗ   | 8  | Ник Калатес            | 7 февраля 1989 (35 лет)   | 198 см | Монако       |
| ЛФ   | 11 | Панайотис Калаицакис   | 2 января 1999 (25 лет)    | 200 см | Панатинаикос |
| Ц    | 14 | Георгиос Папаяннис     | 3 июля 1997 (27 лет)      | 217 см | Монако       |
| Ф    | 15 | Василис Харалабопулос  | 6 января 1997 (27 лет)    | 203 см | Тюрк Телеком |
| ЛФ   | 16 | Костас Папаниколау (К) | 31 июля 1990 (33 года)    | 203 см | Олимпиакос   |
| ТФ   | 33 | Никос Хугаз            | 4 октября 2000 (23 года)  | 207 см | Андорра      |
| ТФ   | 34 | Яннис Адетокунбо       | 6 декабря 1994 (29 лет)   | 211 см | Милуоки Бакс |
| Ф/Ц  | 44 | Динос Митоглу          | 11 июня 1996 (28 лет)     | 210 см | Панатинаикос |

Групповой этап
| Поз | Команда   | И | В | П | ОЗ  | ОП  | РО  | О | Квалификация  |
| --- | --------- | - | - | - | --- | --- | --- | - | ------------- |
| 1   | Канада    | 3 | 3 | 0 | 267 | 247 | +20 | 6 | Четвертьфинал |
| 2   | Австралия | 3 | 1 | 2 | 246 | 250 | −4  | 4 | Четвертьфинал |
| 3   | Греция    | 3 | 1 | 2 | 233 | 241 | −8  | 4 | Четвертьфинал |
| 4   | Испания   | 3 | 1 | 2 | 249 | 257 | −8  | 4 |               |

| 27 июля 2024 21:00 | Отчёт | Греция                     | 79 : 86  | Канада               | Пьер Моруа, Лилль Зрителей: 26 421 Судьи: Роберто Васкес (Пуэрто-Рико), Хонни Батиста (Пуэрто-Рико), Войцех Лишка (Польша) |
| 27 июля 2024 21:00 | Отчёт | 22:26, 16:22, 22:20, 19:18 |          |                      | Пьер Моруа, Лилль Зрителей: 26 421 Судьи: Роберто Васкес (Пуэрто-Рико), Хонни Батиста (Пуэрто-Рико), Войцех Лишка (Польша) |
| 27 июля 2024 21:00 | Отчёт | Адетокунбо 34              | Очки     | Барретт 23           | Пьер Моруа, Лилль Зрителей: 26 421 Судьи: Роберто Васкес (Пуэрто-Рико), Хонни Батиста (Пуэрто-Рико), Войцех Лишка (Польша) |
| 27 июля 2024 21:00 | Отчёт | Митоглу 8                  | Подборы  | Олиник 6             | Пьер Моруа, Лилль Зрителей: 26 421 Судьи: Роберто Васкес (Пуэрто-Рико), Хонни Батиста (Пуэрто-Рико), Войцех Лишка (Польша) |
| 27 июля 2024 21:00 | Отчёт | Калатес 7                  | Передачи | Гилджес-Александер 7 | Пьер Моруа, Лилль Зрителей: 26 421 Судьи: Роберто Васкес (Пуэрто-Рико), Хонни Батиста (Пуэрто-Рико), Войцех Лишка (Польша) |

| 30 июля 2024 11:00 | Отчёт | Испания                    | 84 : 77  | Греция        | Пьер Моруа, Лилль Зрителей: 26 980 Судьи: Адемир Зурапович (Босния и Герцеговина), Мартиньш Козловскис (Латвия), Хулио Анайя (Панама) |
| 30 июля 2024 11:00 | Отчёт | 21:22, 28:13, 13:21, 22:21 |          |               | Пьер Моруа, Лилль Зрителей: 26 980 Судьи: Адемир Зурапович (Босния и Герцеговина), Мартиньш Козловскис (Латвия), Хулио Анайя (Панама) |
| 30 июля 2024 11:00 | Отчёт | Альдама 19                 | Очки     | Адетокунбо 27 | Пьер Моруа, Лилль Зрителей: 26 980 Судьи: Адемир Зурапович (Босния и Герцеговина), Мартиньш Козловскис (Латвия), Хулио Анайя (Панама) |
| 30 июля 2024 11:00 | Отчёт | Альдама 12                 | Подборы  | Адетокунбо 11 | Пьер Моруа, Лилль Зрителей: 26 980 Судьи: Адемир Зурапович (Босния и Герцеговина), Мартиньш Козловскис (Латвия), Хулио Анайя (Панама) |
| 30 июля 2024 11:00 | Отчёт | Браун 10                   | Передачи | Калатес 7     | Пьер Моруа, Лилль Зрителей: 26 980 Судьи: Адемир Зурапович (Босния и Герцеговина), Мартиньш Козловскис (Латвия), Хулио Анайя (Панама) |

| 2 августа 2024 13:30 | Отчёт | Австралия                 | 71 : 77  | Греция        | Пьер Моруа, Лилль Зрителей: 26 850 Судьи: Роберто Васкес (Пуэрто-Рико), Мартиньш Козловскис (Латвия), Хонни Батиста (Пуэрто-Рико) |
| 2 августа 2024 13:30 | Отчёт | 24:25, 12:28, 14:9, 21:15 |          |               | Пьер Моруа, Лилль Зрителей: 26 850 Судьи: Роберто Васкес (Пуэрто-Рико), Мартиньш Козловскис (Латвия), Хонни Батиста (Пуэрто-Рико) |
| 2 августа 2024 13:30 | Отчёт | Лэндейл 17                | Очки     | Адетокунбо 20 | Пьер Моруа, Лилль Зрителей: 26 850 Судьи: Роберто Васкес (Пуэрто-Рико), Мартиньш Козловскис (Латвия), Хонни Батиста (Пуэрто-Рико) |
| 2 августа 2024 13:30 | Отчёт | Гидди 11                  | Подборы  | три игрока 7  | Пьер Моруа, Лилль Зрителей: 26 850 Судьи: Роберто Васкес (Пуэрто-Рико), Мартиньш Козловскис (Латвия), Хонни Батиста (Пуэрто-Рико) |
| 2 августа 2024 13:30 | Отчёт | Дэниелс 8                 | Передачи | Калатес 8     | Пьер Моруа, Лилль Зрителей: 26 850 Судьи: Роберто Васкес (Пуэрто-Рико), Мартиньш Козловскис (Латвия), Хонни Батиста (Пуэрто-Рико) |

Четвертьфиналы
| 6 августа 2024 11:00 | Отчёт | Германия                   | 76 : 63  | Греция        | Аккор Арена, Париж Зрителей: 12 288 Судьи: Роберто Васкес (Пуэрто-Рико), Мартиньш Козловскис (Латвия), Хонни Батиста (Пуэрто-Рико) |
| 6 августа 2024 11:00 | Отчёт | 11:21, 25:15, 23:16, 17:11 |          |               | Аккор Арена, Париж Зрителей: 12 288 Судьи: Роберто Васкес (Пуэрто-Рико), Мартиньш Козловскис (Латвия), Хонни Батиста (Пуэрто-Рико) |
| 6 августа 2024 11:00 | Отчёт | Ф. Вагнер 18               | Очки     | Адетокунбо 22 | Аккор Арена, Париж Зрителей: 12 288 Судьи: Роберто Васкес (Пуэрто-Рико), Мартиньш Козловскис (Латвия), Хонни Батиста (Пуэрто-Рико) |
| 6 августа 2024 11:00 | Отчёт | Тайс 8                     | Подборы  | Папаниколау 8 | Аккор Арена, Париж Зрителей: 12 288 Судьи: Роберто Васкес (Пуэрто-Рико), Мартиньш Козловскис (Латвия), Хонни Батиста (Пуэрто-Рико) |
| 6 августа 2024 11:00 | Отчёт | Шрёдер 8                   | Передачи | Адетокунбо 3  | Аккор Арена, Париж Зрителей: 12 288 Судьи: Роберто Васкес (Пуэрто-Рико), Мартиньш Козловскис (Латвия), Хонни Батиста (Пуэрто-Рико) |

## Борьба
Греция завоевала по одному месту в мужской вольной борьбе на Чемпионате мира по борьбе 2023 года в Белграде, Сербия и на Мировом квалификационном турнире 2024 года в Стамбуле, Турция. Еще одно место в женской вольной борьбе Греция получила в результате перераспределения квот.
Вольная борьба
| Спортсмен         | Категория        | 1/8 финала               | Четвертьфиналы        | Полуфиналы            | Утешит. поединки      | Финал /За 3 место         | Финал /За 3 место     |
| Спортсмен         | Категория        | Соперник Результат       | Соперник Результат    | Соперник Результат    | Соперник Результат    | Соперник Результат        | Место                 |
| ----------------- | ---------------- | ------------------------ | --------------------- | --------------------- | --------------------- | ------------------------- | --------------------- |
| Йоргос Куюмцидис  | Мужчины до 74 кг | TJKВиктор Рассадин П 1–3 | завершил выступление  | завершил выступление  | завершил выступление  | завершил выступление      | завершил выступление  |
| Даурен Куруглиев  | Мужчины до 86 кг | PURИтан Рамос В 4–0      | IRIХасан Яздани П 1–3 | —                     | AUSДжейден Лоуренс В  | SMRАмин Майлз Назем В 3–1 | 3                     |
| Мария Преволараки | Женщины до 53 кг | GERАнника Вендле П 1–3   | завершила выступление | завершила выступление | завершила выступление | завершила выступление     | завершила выступление |

## Велоспорт

### Шоссейные велогонки
Греция получила по рейтингу UCI одно место в мужской групповой гонке на шоссе.
Мужчины
| Спортсмен       | Дисциплина      | Время   | Место |
| --------------- | --------------- | ------- | ----- |
| Георгиос Буглас | Групповая гонка | 6:45.33 | 75    |

## Водное поло
Мужская сборная Греции по водному поло завоевала право участвовать в олимпийском турнире, заняв второе место на Чемпионате мира по водным видам спорта 2023 года в Фукуоке, Япония. Женская сборная Греции получила право выступить на Олимпиаде, заняв третье место на Чемпионате Европы во водному поло 2024 года в Эйндховене, Нидерланды.
| Команда | Соревнование   | Групповая стадия | Групповая стадия   | Групповая стадия | Групповая стадия | Групповая стадия | Групповая стадия | Четвертьфиналы  | Полуфиналы            | Финал / За 3 место    | Финал / За 3 место |
| Команда | Соревнование   | Соперник Счёт    | Соперник Счёт      | Соперник Счёт    | Соперник Счёт    | Соперник Счёт    | Место            | Соперник Счёт   | Соперник Счёт         | Соперник Счёт         | Место              |
| ------- | -------------- | ---------------- | ------------------ | ---------------- | ---------------- | ---------------- | ---------------- | --------------- | --------------------- | --------------------- | ------------------ |
| Греция  | Мужской турнир | Румыния В 14–7   | Черногория В 17–16 | США В 13–11      | Хорватия П 13–14 | Италия В 9–8     | 1 Q              | Сербия П 11–12  | завершили выступление | завершили выступление | 5                  |
| Греция  | Женский турнир | США П 6–15       | Испания П 8–10     | Италия П 8–12    | Франция В 11–4   | —                | 4 Q              | Австралия П 6–9 | завершили выступление | завершили выступление | 7                  |

### Мужской турнир
Состав команды
Состав команды был объявлен 6 июля 2024 года.
Тренер:  Теодорос Влахос
- Эммануил Зердевас В
- Константинос Генидуниас[англ.] Д
- Димитрос Скумпакис[англ.] ЦЗ
- Эфстатиос Калогеропулос[англ.] Д
- Иоаннис Фунтулис[англ.] (К) Д
- Александрос Папанастасиу Д
- Никос Гиллас[англ.] Д
- Стилианос Аргиропулос ЦЗ
- Николаос Папаниколау[англ.] ЦН
- Константинос Какарис[англ.] ЦН
- Димитрис Николаидис[англ.] ЦН
- Ангелос Влахопулос Д
- Панайотис Цорцатос[англ.] В

Групповой этап
| Поз | Команда    | И | В | ВПЕН | ППЕН | П | МЗ | МП | РМ  | О  | Квалификация   |
| --- | ---------- | - | - | ---- | ---- | - | -- | -- | --- | -- | -------------- |
| 1   | Греция     | 5 | 3 | 1    | 0    | 1 | 61 | 52 | +9  | 11 | Четвертьфиналы |
| 2   | Италия     | 5 | 3 | 1    | 0    | 1 | 60 | 43 | +17 | 11 | Четвертьфиналы |
| 3   | США        | 5 | 3 | 0    | 0    | 2 | 59 | 51 | +8  | 9  | Четвертьфиналы |
| 4   | Хорватия   | 5 | 3 | 0    | 0    | 2 | 58 | 57 | +1  | 9  | Четвертьфиналы |
| 5   | Черногория | 5 | 1 | 0    | 2    | 2 | 45 | 50 | −5  | 5  |                |
| 6   | Румыния    | 5 | 0 | 0    | 0    | 5 | 37 | 67 | −30 | 0  |                |

| 28 июля 2024 21:05 | \| Румыния \| 7:14 протокол \| Греция \| \| Георгеску, Нямцу 2 \| Голы \| Аргиропулос 4 \| | Париж Акватик центр Судьи: Михил Зварт (Нидерланды), Чжан Лян (Китай) |
| Румыния            | 7:14 протокол                                                                              | Греция                                                                |
| Георгеску, Нямцу 2 | Голы                                                                                       | Аргиропулос 4                                                         |

| 30 июля 2024 19:30 | \| Черногория \| 12:12 п. 4:5 протокол \| Греция \| \| Попадич 4 \| Голы \| Влахопулос 3 \| | Париж Акватик центр Судьи: Франк Оме (Германия), Тамаш Ковач (Венгрия) |
| Черногория         | 12:12 п. 4:5 протокол                                                                       | Греция                                                                 |
| Попадич 4          | Голы                                                                                        | Влахопулос 3                                                           |

| 1 августа 2024 10:30 | \| Греция \| 13:11 протокол \| США \| \| Аргиропулос 4 \| Голы \| Боуэн, Ирвинг по 2 \| | Париж Акватик центр Судьи: Давид Гомес (Испания), Себастьян Дервю (Франция) |
| Греция               | 13:11 протокол                                                                          | США                                                                         |
| Аргиропулос 4        | Голы                                                                                    | Боуэн, Ирвинг по 2                                                          |

| 3 августа 2024 12:05 | \| Хорватия \| 14:13 протокол \| Греция \| \| Харьков 4 \| Голы \| пять игроков по 5 \| | Париж Акватик центр Судьи: Воин Путникович (Сербия), Давид Гомес (Испания) |
| Хорватия             | 14:13 протокол                                                                          | Греция                                                                     |
| Харьков 4            | Голы                                                                                    | пять игроков по 5                                                          |

| 5 августа 2024 15:10 | \| Греция \| 9:8 протокол \| Италия \| \| Аргиропулос 4 \| Голы \| Бруни, Кондеми по 3 \| | Париж Акватик центр Судьи: Михел Цварт (Нидерланды), Чжан Лиань (Китай) |
| Греция               | 9:8 протокол                                                                              | Италия                                                                  |
| Аргиропулос 4        | Голы                                                                                      | Бруни, Кондеми по 3                                                     |

Четвертьфинал
| 7 августа 2024 15:35 | \| Греция \| 11 : 12 протокол \| Сербия \| \| Скумпакис 3 \| Голы \| Мандич 5 \| | Пари-Ла-Дефанс Арена Судьи: Франк Оме (Германия), Андрей Франулович (Хорватия) |
| Греция               | 11 : 12 протокол                                                                 | Сербия                                                                         |
| Скумпакис 3          | Голы                                                                             | Мандич 5                                                                       |

### Женский турнир
Состав команды
Состав команды был объявлен 4 июля 2024 года.
Тренер:  Алексия Каммену
- Криси Диамандопулу[англ.] В
- Элефтерия Плевриту[англ.] Д
- Иоанна Хидириоти[англ.] ПЗ
- Николета Элефтериаду[англ.] ПЗ
- Маргарита Плевриту[англ.] (К) ЦЗ
- Элени Ксенаки[англ.] ЦН
- Александра Асимаки[англ.] ЦН
- Мария Патра[англ.] ЦЗ
- Эйрини Нину[англ.] Д
- Василики Плевриту[англ.] Д
- Афина Джианнопулу[англ.] Д
- Мария Мириокефалитаки[англ.] ЦН
- Иоанна Стаматопулу[англ.] В

Групповой этап
| Поз | Команда     | И | В | ВПЕН | ППЕН | П | МЗ | МП | РМ  | О  | Квалификация   |
| --- | ----------- | - | - | ---- | ---- | - | -- | -- | --- | -- | -------------- |
| 1   | Испания     | 4 | 4 | 0    | 0    | 0 | 51 | 36 | +15 | 12 | Четвертьфиналы |
| 2   | США         | 4 | 3 | 0    | 0    | 1 | 53 | 27 | +26 | 9  | Четвертьфиналы |
| 3   | Италия      | 4 | 1 | 0    | 0    | 3 | 34 | 40 | −6  | 3  | Четвертьфиналы |
| 4   | Греция      | 4 | 1 | 0    | 0    | 3 | 33 | 41 | −8  | 3  | Четвертьфиналы |
| 5   | Франция (Х) | 4 | 1 | 0    | 0    | 3 | 24 | 51 | −27 | 3  |                |

| 27 июля 2024 15:35 | \| Греция \| 6:15 протокол \| США \| \| 6 игроков по 1 \| Голы \| Флинн 4 \| | Париж Акватик центр Судьи: Нора Дебрецени (Венгрия), Франк Оме (Германия) |
| Греция             | 6:15 протокол                                                                | США                                                                       |
| 6 игроков по 1     | Голы                                                                         | Флинн 4                                                                   |

| 31 июля 2024 20:05 | \| Испания \| 10:8 протокол \| Греция \| \| Форка 4 \| Голы \| Элефтериаду, В. Плевриту по 2 \| | Париж Акватик центр Судьи: Адриан Александреску (Румыния), Веселин Мишкович (Черногория) |
| Испания            | 10:8 протокол                                                                                   | Греция                                                                                   |
| Форка 4            | Голы                                                                                            | Элефтериаду, В. Плевриту по 2                                                            |

| 2 августа 2024 15:35          | \| Греция \| 8:12 протокол \| Италия \| \| Элефтериаду, В. Плевриту по 3 \| Голы \| Пальмьери 4 \| | Париж Акватик центр Судьи: Андрей Франулович (Хорватия), Нора Дебрецени (Венгрия) |
| Греция                        | 8:12 протокол                                                                                      | Италия                                                                            |
| Элефтериаду, В. Плевриту по 3 | Голы                                                                                               | Пальмьери 4                                                                       |

| 4 августа 2024 20:05 | \| Франция \| 4:11 протокол \| Греция \| \| Верну 2 \| Голы \| В. Плевриту, Ксенаки по 3 \| | Париж Акватик центр Судьи: Воин Путникович (Сербия), Веселин Мишкович (Черногория) |
| Франция              | 4:11 протокол                                                                               | Греция                                                                             |
| Верну 2              | Голы                                                                                        | В. Плевриту, Ксенаки по 3                                                          |

Четвертьфинал
| 6 августа 2024 19:00 | \| Австралия \| 9 : 6 протокол \| Греция \| \| Уильямс 5 \| Голы \| Ксенаки 2 \| | Пари-Ла-Дефанс Арена Судьи: Алессиа Феррари (Италия), Себастьян Дервю (Франция) |
| Австралия            | 9 : 6 протокол                                                                   | Греция                                                                          |
| Уильямс 5            | Голы                                                                             | Ксенаки 2                                                                       |

## Гимнастика спортивная
Греция получила одно место в мужском многоборье на Чемпионате мира по спортивной гимнастике 2023 года в Антверпене.

### Мужчины
| Спортсмен            | Дисциплина | Квалификация | Квалификация | Квалификация | Квалификация | Квалификация | Квалификация | Квалификация | Квалификация | Финал   | Финал   | Финал   | Финал   | Финал   | Финал   | Финал  | Финал |
| Спортсмен            | Дисциплина | Снаряды      | Снаряды      | Снаряды      | Снаряды      | Снаряды      | Снаряды      | Всего        | Место        | Снаряды | Снаряды | Снаряды | Снаряды | Снаряды | Снаряды | Всего  | Место |
| Спортсмен            | Дисциплина | В            | КН           | КО           | ОП           | ПБ           | П            | Всего        | Место        | В       | КН      | КО      | ОП      | ПБ      | П       | Всего  | Место |
| -------------------- | ---------- | ------------ | ------------ | ------------ | ------------ | ------------ | ------------ | ------------ | ------------ | ------- | ------- | ------- | ------- | ------- | ------- | ------ | ----- |
| Элефтериос Петруниас | Кольца     | —            | —            | 14,800       | —            | —            | —            | —            | 6 Q          | —       | —       | 15,100  | —       | —       | —       | 15,100 | 3     |

## Дзюдо
Греция  получила по рейтингу IJF по одному месту в мужских и женских соревнованиях.
| Спортсмен         | Категория        | 1/16 финала                  | 1/8 финала                   | Четвертьфиналы                     | Полуфиналы            | Утеш. поединки              | Финал / За 3 место              | Финал / За 3 место |
| Спортсмен         | Категория        | Соперник Результат           | Соперник Результат           | Соперник Результат                 | Соперник Результат    | Соперник Результат          | Соперник Результат              | Место              |
| ----------------- | ---------------- | ---------------------------- | ---------------------------- | ---------------------------------- | --------------------- | --------------------------- | ------------------------------- | ------------------ |
| Теодорос Целидис  | Мужчины до 90 кг | DOMРоберт Флорентино В 10–00 | SRBНеманья Майдов В 10–00    | FRAМаксим-Гаэль Нгаяп Амбу П 00–01 | —                     | UAEАрам Григорян В 10–00 GS | ESPТристан Мосаклишвили В 01–00 | 3                  |
| Елисавет Тельциду | Женщины до 70 кг | —                            | BELГабриэлла Виллемс П 00–10 | завершила выступление              | завершила выступление | завершила выступление       | завершила выступление           | 9                  |

## Конный спорт
Греция получила одно место в личные соревнования по конкуру в соответствии с олимпийским рейтингом FEI.

### Конкур
| Спортсмен      | Лошадь                | Дисциплина    | Квалификация | Квалификация | Квалификация | Финал                 | Финал                 | Финал                 |
| Спортсмен      | Лошадь                | Дисциплина    | Штраф        | Время        | Место        | Штраф                 | Время                 | Место                 |
| -------------- | --------------------- | ------------- | ------------ | ------------ | ------------ | --------------------- | --------------------- | --------------------- |
| Иоли Митилинеу | L'Artiste de Toxandra | Личный турнир | 12           | 74,32        | 57           | завершила выступление | завершила выступление | завершила выступление |

## Легкая атлетика
Греческие легкоатлеты выполнили нормативы для участия в Играх 2024 года, пройдя прямую квалификацию или по мировому рейтингу, в следующих соревнованиях (максимум по 3 спортсмена в каждом):
Беговые дисциплины
Женщины
| Спортсмен           | Дисциплина      | Забеги    | Забеги | Утеш. забеги | Утеш. забеги | Полуфиналы            | Полуфиналы            | Финал                 | Финал                 |
| Спортсмен           | Дисциплина      | Результат | Место  | Результат    | Место        | Результат             | Место                 | Результат             | Место                 |
| ------------------- | --------------- | --------- | ------ | ------------ | ------------ | --------------------- | --------------------- | --------------------- | --------------------- |
| Полиники Эмманулиду | 100 м           | 11,25     | 4      | —            | —            | завершила выступление | завершила выступление | завершила выступление | завершила выступление |
| Полиники Эмманулиду | 200 м           | 23,06     | 4 R    | 22,99        | 3 q          | 23,18                 | 8                     | завершила выступление | завершила выступление |
| Андигони Дризмбиоти | Ходьба на 20 км | —         | —      | —            | —            | —                     | —                     | 1:31.33               | 22                    |

Технические дисциплины
Мужчины
| Спортсмен            | Дисциплина      | Полуфиналы | Полуфиналы | Финал                | Финал                |
| Спортсмен            | Дисциплина      | Результат  | Место      | Результат            | Место                |
| -------------------- | --------------- | ---------- | ---------- | -------------------- | -------------------- |
| Эммануил Каралис     | Прыжки с шестом | 5,75       | =1 q       | 5,90                 | 3                    |
| Милтиадис Тентоглу   | Прыжки в длину  | 8,32       | 1 Q        | 8,48                 | 1                    |
| Михаил Анастасакис   | Метание молота  | 70,14      | 29         | завершил выступление | завершил выступление |
| Христос Францескакис | Метание молота  | 75,53      | 11 q       | 73,34                | 12                   |

Женщины
| Спортсмен           | Дисциплина      | Полуфиналы | Полуфиналы | Финал                 | Финал                 |
| Спортсмен           | Дисциплина      | Результат  | Место      | Результат             | Место                 |
| ------------------- | --------------- | ---------- | ---------- | --------------------- | --------------------- |
| Екатерини Стефаниди | Прыжки с шестом | 4,55       | =9 q       | 4,70                  | 9                     |
| Ариадни Адамопулу   | Прыжки с шестом | 4,40       | =12 q      | DNS                   | DNS                   |
| Элени-Клаудиа Полак | Прыжки с шестом | DQ         | DQ         | завершила выступление | завершила выступление |
| Татьяна Гусин       | Прыжки в длину  | 1,92       | 8 q        | 1,86                  | 9                     |
| Панайота Доси       | Прыжки в длину  | NM         | NM         | завершила выступление | завершила выступление |
| Стаматия Скарвелис  | Метание молота  | 69,38      | 17         | завершила выступление | завершила выступление |
| Элина Дженго        | Метание копья   | 63,22      | 5 Q        | 61,85                 | 9                     |

## Настольный теннис
Греция завоевала одно место в мужских индивидуальных соревнованиях на Европейском квалификационном турнире 2024 года в Сараево, Босния и Герцеговина.
| Спортсмен        | Дисциплина     | 1/32               | 1/16               | 1/8                  | Четвертьфиналы       | Полуфиналы           | Финал / За 3 место   | Финал / За 3 место   |
| Спортсмен        | Дисциплина     | Соперник Результат | Соперник Результат | Соперник Результат   | Соперник Результат   | Соперник Результат   | Соперник Результат   | Место                |
| ---------------- | -------------- | ------------------ | ------------------ | -------------------- | -------------------- | -------------------- | -------------------- | -------------------- |
| Панайотис Гьонис | Мужчины личное | CANЭдвард Ли В 4–0 | USAКанак Джа П 2–4 | завершил выступление | завершил выступление | завершил выступление | завершил выступление | завершил выступление |

## Парусный спорт
Греция завоевала право выставить три лодки (яхты) в нижеследующих классах судов по результатам регаты «Последний шанс» в Йере, Франция.
Гонки с выбыванием
| Спортсмен           | Дисциплина           | Открытые серии | Открытые серии | Открытые серии | Открытые серии | Открытые серии | Открытые серии | Открытые серии | Открытые серии | Открытые серии | Открытые серии | Открытые серии | Открытые серии | Открытые серии | Открытые серии | Открытые серии | Открытые серии | Открытые серии | Открытые серии | 1/4 финала           | Полуфинал            | Полуфинал            | Полуфинал            | Полуфинал            | Полуфинал            | Полуфинал            | Полуфинал            | Полуфинал            | Финал                | Финал                | Финал                | Финал                | Финал                | Финал                | Финал                | Финал                |
| Спортсмен           | Дисциплина           | 1              | 2              | 3              | 4              | 5              | 6              | 7              | 8              | 9              | 10             | 11             | 12             | 13             | 14             | 15             | 16             | Сумма          | Место          | Место                | 1                    | 2                    | 3                    | 4                    | 5                    | 6                    | Всего                | Место                | 1                    | 2                    | 3                    | 4                    | 5                    | 6                    | Всего                | Место                |
| ------------------- | -------------------- | -------------- | -------------- | -------------- | -------------- | -------------- | -------------- | -------------- | -------------- | -------------- | -------------- | -------------- | -------------- | -------------- | -------------- | -------------- | -------------- | -------------- | -------------- | -------------------- | -------------------- | -------------------- | -------------------- | -------------------- | -------------------- | -------------------- | -------------------- | -------------------- | -------------------- | -------------------- | -------------------- | -------------------- | -------------------- | -------------------- | -------------------- | -------------------- |
| Байрон Коккаланис   | Мужчины IQFoil       | 18             | 8              | 15             | 25 BFD         | 4              | 19             | 25 BFD         | 19             | 25 BFD         | 17             | 10             | 22             | 21             | —              | —              | —              | 178            | 22             | завершил выступление | завершил выступление | завершил выступление | завершил выступление | завершил выступление | завершил выступление | завершил выступление | завершил выступление | завершил выступление | завершил выступление | завершил выступление | завершил выступление | завершил выступление | завершил выступление | завершил выступление | завершил выступление | завершил выступление |
| Камерон Мараменидис | Мужчины Формула Кайт | 9              | 10             | 6              | 12             | 8              | 7              | 14             | отменены       | отменены       | отменены       | отменены       | отменены       | отменены       | отменены       | отменены       | отменены       | 39             | 11             | завершил выступление | завершил выступление | завершил выступление | завершил выступление | завершил выступление | завершил выступление | завершил выступление | завершил выступление | завершил выступление | завершил выступление | завершил выступление | завершил выступление | завершил выступление | завершил выступление | завершил выступление | завершил выступление | завершил выступление |

Медальные гонки
| Спортсмен                                  | Дисциплина | Гонка | Гонка | Гонка | Гонка | Гонка | Гонка | Гонка | Гонка | Гонка    | Гонка    | Гонка | Гонка | Гонка | Баллы | Место |
| Спортсмен                                  | Дисциплина | 1     | 2     | 3     | 4     | 5     | 6     | 7     | 8     | 9        | 10       | 11    | 12    | M*    | Баллы | Место |
| ------------------------------------------ | ---------- | ----- | ----- | ----- | ----- | ----- | ----- | ----- | ----- | -------- | -------- | ----- | ----- | ----- | ----- | ----- |
| Одиссеас-Эммануил Спанакис Ариадна Спанаки | Микст 470  | 13    | 11    | 6     | 17    | 13    | 11    | 4     | 10    | отменены | отменены | —     | —     | EL    | 68    | 12    |

M = Медальная гонка; EL = Выбыл – не участвовал в медальной гонке

## Плавание
Греческие пловцы выполнили требования для участия в нижеследующих дисциплинах плавательного турнира Олимпиады (максимум два пловца, выполнивших Олимпийский квалификационный норматив (OST) или, возможно, Олимпийский рассматриваемый норматив (OCT)):
Мужчины
| Спортсмен                                                                   | Дисциплина              | Заплывы  | Заплывы | Полуфиналы           | Полуфиналы           | Финал                 | Финал                 |
| Спортсмен                                                                   | Дисциплина              | Время    | Место   | Время                | Место                | Время                 | Место                 |
| --------------------------------------------------------------------------- | ----------------------- | -------- | ------- | -------------------- | -------------------- | --------------------- | --------------------- |
| Кристиан Голомеев                                                           | 50 м вольный стиль      | 21,86    | =8 Q    | 21,62                | 7 Q                  | 21,59                 | 5                     |
| Стергиос-Мариос Билас                                                       | 50 м вольный стиль      | 22,00    | 18      | завершил выступление | завершил выступление | завершил выступление  | завершил выступление  |
| Димитриос Маркос                                                            | 800 м вольный стиль     | 8.01,37  | 26      | —                    | —                    | завершил выступление  | завершил выступление  |
| Димитриос Маркос                                                            | 1500 м вольный стиль    | 15.11,19 | 19      | —                    | —                    | завершил выступление  | завершил выступление  |
| Апостолос Христу                                                            | 100 м на спине          | 52,95    | 3 Q     | 52,77                | 6 Q                  | 52,41                 | 4                     |
| Апостолос Христу                                                            | 200 м на спине          | 1.57,18  | 7 Q     | 1.56,33              | =4 Q                 | 1.54,82 NR            | 2                     |
| Эвангелос Макригианнис                                                      | 100 м на спине          | 53,24    | 8 Q     | 52,97                | 9                    | завершил выступление  | завершил выступление  |
| Апостолос Сискос                                                            | 200 м на спине          | 1.57,26  | 9 Q     | 1.57,77              | 14                   | завершил выступление  | завершил выступление  |
| Апостолос Папастамос                                                        | 200 м комплекс          | 2.00,79  | 16 Q    | 2.01,02              | 16                   | завершил выступление  | завершил выступление  |
| Апостолос Папастамос                                                        | 400 м комплекс          | 4.15,32  | 15      | —                    | —                    | завершил выступление  | завершил выступление  |
| Одиссеас Меланидис Стергиос-Мариос Билас Панайотис Боланос Андреас Вазайос  | 4 × 100 м вольный стиль | 3.17,47  | 16      | —                    | —                    | завершили выступление | завершили выступление |
| Андреас Вазайос Димитриос Маркос Константинос Энглецакис Константинос Стаму | 4 × 200 м вольный стиль | 7.09,60  | 11      | —                    | —                    | завершили выступление | завершили выступление |
| Атанасиос Кинигакис                                                         | 10 км открытая вода     | —        | —       | —                    | —                    | 1:52.37,2             | 10                    |

Женщины
| Спортсмен          | Дисциплина         | Заплывы | Заплывы | Полуфиналы            | Полуфиналы            | Финал                 | Финал                 |
| Спортсмен          | Дисциплина         | Время   | Место   | Время                 | Место                 | Время                 | Место                 |
| ------------------ | ------------------ | ------- | ------- | --------------------- | --------------------- | --------------------- | --------------------- |
| Теодора Драку      | 50 м вольный стиль | 24,80   | 17      | завершила выступление | завершила выступление | завершила выступление | завершила выступление |
| Анна Дундунаки     | 100 м баттерфляй   | 58,14   | 19      | завершила выступление | завершила выступление | завершила выступление | завершила выступление |
| Джорджия Дамасиоти | 100 м баттерфляй   | 58,72   | 23      | завершила выступление | завершила выступление | завершила выступление | завершила выступление |
| Джорджия Дамасиоти | 200 м баттерфляй   | 2.09,55 | 13 Q    | 2.10,25               | 15                    | завершила выступление | завершила выступление |

Микст
| Спортсмен                                                     | Дисциплина                | Заплывы | Заплывы | Финал                 | Финал                 |
| Спортсмен                                                     | Дисциплина                | Время   | Место   | Время                 | Место                 |
| ------------------------------------------------------------- | ------------------------- | ------- | ------- | --------------------- | --------------------- |
| Анна Дундунаки Теодора Драку Апостолос Христу Эвангелос Думас | 4 × 100 м комбинированная | 3.46,40 | 13      | завершили выступление | завершили выступление |

## Синхронное плавание
Греция получила право выставить дуэт в олимпийском турнире по синхронному плаванию по итогам Чемпионата мира по водным видам спорта 2024 года в Дохе, Катар.
| Спортсмен                              | Дисциплина | Техническая программа | Техническая программа | Произвольная программа | Произвольная программа | Сумма    | Сумма |
| Спортсмен                              | Дисциплина | Баллы                 | Место                 | Баллы                  | Место                  | Баллы    | Место |
| -------------------------------------- | ---------- | --------------------- | --------------------- | ---------------------- | ---------------------- | -------- | ----- |
| София Малкогеоргу Эвангелия Платаниоти | Дуэты      | 250,4584              | 8                     | 281,8418               | 6                      | 532,3002 | 6     |

## Стрельба
Греция завоевала пять мест в различных дисциплинах олимпийского турнира стрелков на разных этапах отбора, включая Чемпионат Европы в дисциплинах на 10 м 2023 года в Таллине, Эстония, Чемпионат мира по стрельбе 2023 года в Баку, Азербайджан и Чемпионат Европы по стендовой стрельбе 2023 года в Осиеке, Хорватия.
Мужчины
| Спортсмен               | Дисциплина | Квалификация | Квалификация | Финал                | Финал                |
| Спортсмен               | Дисциплина | Баллы        | Место        | Баллы                | Место                |
| ----------------------- | ---------- | ------------ | ------------ | -------------------- | -------------------- |
| Эфтимиос Митас          | Скит       | 121          | 11           | завершил выступление | завершил выступление |
| Хараламбос Халкиадиакис | Скит       | 118          | 19           | завершил выступление | завершил выступление |

Женщины
| Спортсмен           | Дисциплина                         | Квалификация | Квалификация | Финал                 | Финал                 |
| Спортсмен           | Дисциплина                         | Баллы        | Место        | Баллы                 | Место                 |
| ------------------- | ---------------------------------- | ------------ | ------------ | --------------------- | --------------------- |
| Анна Коракаки       | Пневматический пистолет, 10 метров | DNF          | DNF          | завершила выступление | завершила выступление |
| Анна Коракаки       | Пистолет, 25 метров                | 570          | 34           | завершила выступление | завершила выступление |
| Кристина Мосчи      | Пневматический пистолет, 10 метров | 569          | 29           | завершила выступление | завершила выступление |
| Эммануэла Катзураки | Скит                               | 122          | 3 Q          | 23                    | 5                     |

Микст
| Спортсмен                          | Дисциплина | Квалификация | Квалификация | Финал                 | Финал                 |
| Спортсмен                          | Дисциплина | Баллы        | Место        | Баллы                 | Место                 |
| ---------------------------------- | ---------- | ------------ | ------------ | --------------------- | --------------------- |
| Эфтимиос Митас Эммануэла Катзураки | Скит       | 139          | =13          | завершили выступление | завершили выступление |

## Теннис
Греция получила два места в мужской одиночный и одно место в мужской парный турниры по рейтингу ATP и по одному месту в женский одиночный и парный турниры по рейтингу WTA, а также одно место в миксте согласно суммарному олимпийскому рейтингу.
| Спортсмен                        | Дисциплина        | 1/32 финала                        | 1/16 финала                                         | 1/8 финала                                  | Четвертьфиналы                     | Полуфиналы            | Финал / За 3 место    | Финал / За 3 место    |
| Спортсмен                        | Дисциплина        | Соперник Счёт                      | Соперник Счёт                                       | Соперник Счёт                               | Соперник Счёт                      | Соперник Счёт         | Соперник Счёт         | Место                 |
| -------------------------------- | ----------------- | ---------------------------------- | --------------------------------------------------- | ------------------------------------------- | ---------------------------------- | --------------------- | --------------------- | --------------------- |
| Стефанос Циципас                 | Мужчины одиночный | BELЗизу Бергс В 7–6(8–6), 1–6, 6–1 | GBRДэниел Эванс В 6–1, 6–2                          | ARGСебастьян Баэс В 7–5, 6–1                | SRBНовак Джокович ПР 3–6, 6–7(3–7) | завершил выступление  | завершил выступление  | завершил выступление  |
| Петрос Циципас                   | Мужчины одиночный | NEDТаллон Грикспор ПР 2–6, 3–6     | завершил выступление                                | завершил выступление                        | завершил выступление               | завершил выступление  | завершил выступление  | завершил выступление  |
| Стефанос Циципас Петрос Циципас  | Мужчины пары      | —                                  | PORНуну Боржеш Франсишку Кабрал П 6–3, 3–6, [10–12] | завершили выступление                       | завершили выступление              | завершили выступление | завершили выступление | завершили выступление |
| Мария Саккари                    | Женщины одиночный | MNEДанка Ковинич В 6–0, 6–1        | CHNЮань Юэ В 6–2, 6–1                               | UKRМарта Костюк ПР 6–4, 6–7(5–7), 4–6       | завершила выступление              | завершила выступление | завершила выступление | завершила выступление |
| Мария Саккари Деспина Папамихаил | Женщины пары      | —                                  | USAДаниэль Коллинз Дезире Кравчик ПР 1–6, 3–6       | завершили выступление                       | завершили выступление              | завершили выступление | завершили выступление | завершили выступление |
| Стефанос Циципас Мария Саккари   | Микст             | —                                  | —                                                   | NEDДеми Схюрс Уэсли Колхоф ПР 4–6, 6–7(3–7) | завершили выступление              | завершили выступление | завершили выступление | завершили выступление |

## Фехтование
Греция получил по рейтингу FEI одно индивидуальное место в женской сабле.
| Спортсмен       | Дисциплина    | 1/32 финала   | 1/16 финала                 | 1/8 финала               | Четвертьфинал          | Полуфинал             | Финал / За 3 место    | Финал / За 3 место |
| Спортсмен       | Дисциплина    | Соперник Счет | Соперник Счет               | Соперник Счет            | Соперник Счет          | Соперник Счет         | Соперник Счет         | Место              |
| --------------- | ------------- | ------------- | --------------------------- | ------------------------ | ---------------------- | --------------------- | --------------------- | ------------------ |
| Теодора Гунтура | Женщины сабля | —             | CANПамела Бринд'Амур В 15–3 | FRAСесилия Бердер В 15–7 | FRAМанон Брюне П 13–15 | завершила выступление | завершила выступление | =5                 |